# قرة غل (مرادلو)
قرة غل هي قرية في مقاطعة مشكين شهر، إيران. عدد سكان هذه القرية هو 421 في سنة 2006.